# 第26回主要国首脳会議
第26回主要国首脳会議（だい26かいしゅようこくしゅのうかいぎ）は、2000年（平成12年）7月21日から23日まで日本の沖縄県名護市の万国津梁館で開催された主要国首脳会議。20世紀最後のサミットであり、日本初の地方開催のサミットでもある。通称沖縄サミット、九州・沖縄サミット、九州サミット。

## 出席首脳
出席首脳の一覧（当時、席次順）

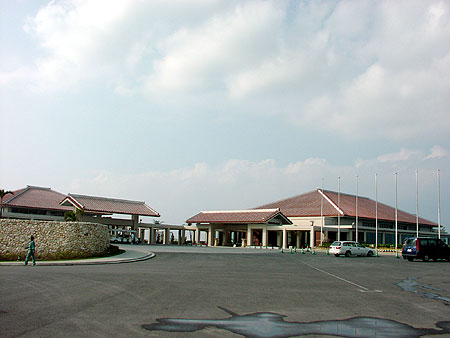
サミットが開催された万国津梁館

- 森喜朗（議長・日本国内閣総理大臣）
- ジャック・シラク（フランス共和国大統領）
- ビル・クリントン（アメリカ合衆国大統領）
- トニー・ブレア（イギリス首相）
- ゲアハルト・シュレーダー（ドイツ連邦首相）
- ジュリアーノ・アマート（イタリア首相）
- ジャン・クレティエン（カナダ首相）
- ウラジーミル・プーチン（ロシア連邦大統領）
- ロマーノ・プローディ（欧州委員会委員長）

## その他
日本で開催されるサミットとしては、初めての地方開催であり、札幌、千葉、横浜、大阪、広島、福岡、宮崎、沖縄の8つの地域が立候補をした。最終的に開催地に選ばれた沖縄は、最後発の立候補地であり、一番不利とみられていたほか、直前の報道でも福岡や宮崎が有力とされ、実際に沖縄に決まった時には、正直言って諦めていたという本音が関係者から出たくらいだった。沖縄が開催地に決まったことは、大逆転と報道され、大きな驚きを与えたが、沖縄が歴史的に苦痛を味わった点や各界を挙げての熱い要請行動があったことなどを指摘した上での沖縄開催の決定は、沖縄はもとより、全国の報道機関等からも小渕前総理大臣の英断と高く評価され、「久々に政治をみた」と評した新聞もあった。
- 会議に先立ち、7月8日に福岡県福岡市の福岡市博物館で蔵相会合が、12日と13日には宮崎県宮崎市のシーガイアで外相会合が行われた。
- 九州・沖縄サミットのイメージソングには安室奈美恵の「NEVER END」が採用され、歓迎夕食会で熱唱した。なお、売り上げの一部がユニセフへ寄付されていた。
- 各国首脳に贈答用として琉球リカちゃんの別注モデルサミットリカちゃんがそれぞれに贈られた。伝統玩具ではない商用玩具が贈られるのは異例の事だった。
- 第26回主要国首脳会議を記念して二千円紙幣が発行された。沖縄にちなみ紙面には守礼門が描かれている。
- 真夏の開催だった為、警備の警官には熱中症、日射病対策で帽子に白いカバーが配布され、警備用に日射しを遮るテントが配備された。
- サミット開催の為に沖縄自動車道の西原JCTが開通され、那覇空港自動車道南風原道路と接続。那覇空港から主会場であるザ・ブセナテラス、万国津梁館のある名護市までの移動の利便性が増した。
- サミット開催の為に沖縄国際海洋博覧会以降整備されていなかった那覇空港を大整備した。
- ドイツのシュレーダー首相は、専用機で宮古島に飛び、以前ドイツ人を助けた、所縁のうえのドイツ文化村を訪れた。その道路はシュレーダー道路と名付けられた。
- オフィシャル携帯電話として、発売前のNTTドコモのN502itが導入されていた。
- 沖縄での開催を決定した小渕恵三総理大臣は、サミット前の2000年4月に突如脳梗塞を発症して昏睡状態に陥り、職務不能のために、内閣総辞職によって総理大臣を退任した。その後、回復することのないまま、5月に死去したため、沖縄サミットに出席することは叶わなかった。小渕の死去を受けて、村山富市が行った追悼演説では、小渕が沖縄サミット開催の決断を下したことが賞賛されている。
- ホスト国首相の森喜朗がクリントンに対して出鱈目な英語の挨拶を行ったという報道が、サミットへの揶揄と併せて『週刊文春』により報じられた[1]。事実は毎日新聞論説委員高畑昭男による創作であり、森はこの風説を批判している[2]（詳細はWho are you ?捏造報道）
- 晩餐会に石垣牛のステーキが出されたが、幼牛一頭が石垣島から運ばれたという。
- 晩餐会の酒の選択を任されたソムリエの田崎真也は、話題性・物語性など考え、食後酒に地酒である泡盛を選んだ。泡盛は瓶に保存し熟成することで深い味わいとなり、沖縄の文化として長らくこの古酒（クース）造りが行われてきた。田崎は複数の醸造所に交渉を重ね、40年や80年という秘蔵の古酒を分けてもらい、これをブレンドし、各国首脳に振舞った。この古酒の平均保存年数56.6年。各国首脳の平均年齢にちなんだものであった。最年長であるフランス大統領シラクはこの話を聞くと「私のおかげで酒の調達に苦労させてしまった」と冗談を言った。
- 晩餐会で供されたコーヒーは、台東区にある珈琲店カフェ・バッハのブレンドが採用された。コーヒーが苦手だったクリントンをも堪能させたという。
- 本会議が開催された影響により、7月に開催予定だった花火大会が軒並み開催延期となった。

## 首脳肖像

### G8コアメンバー

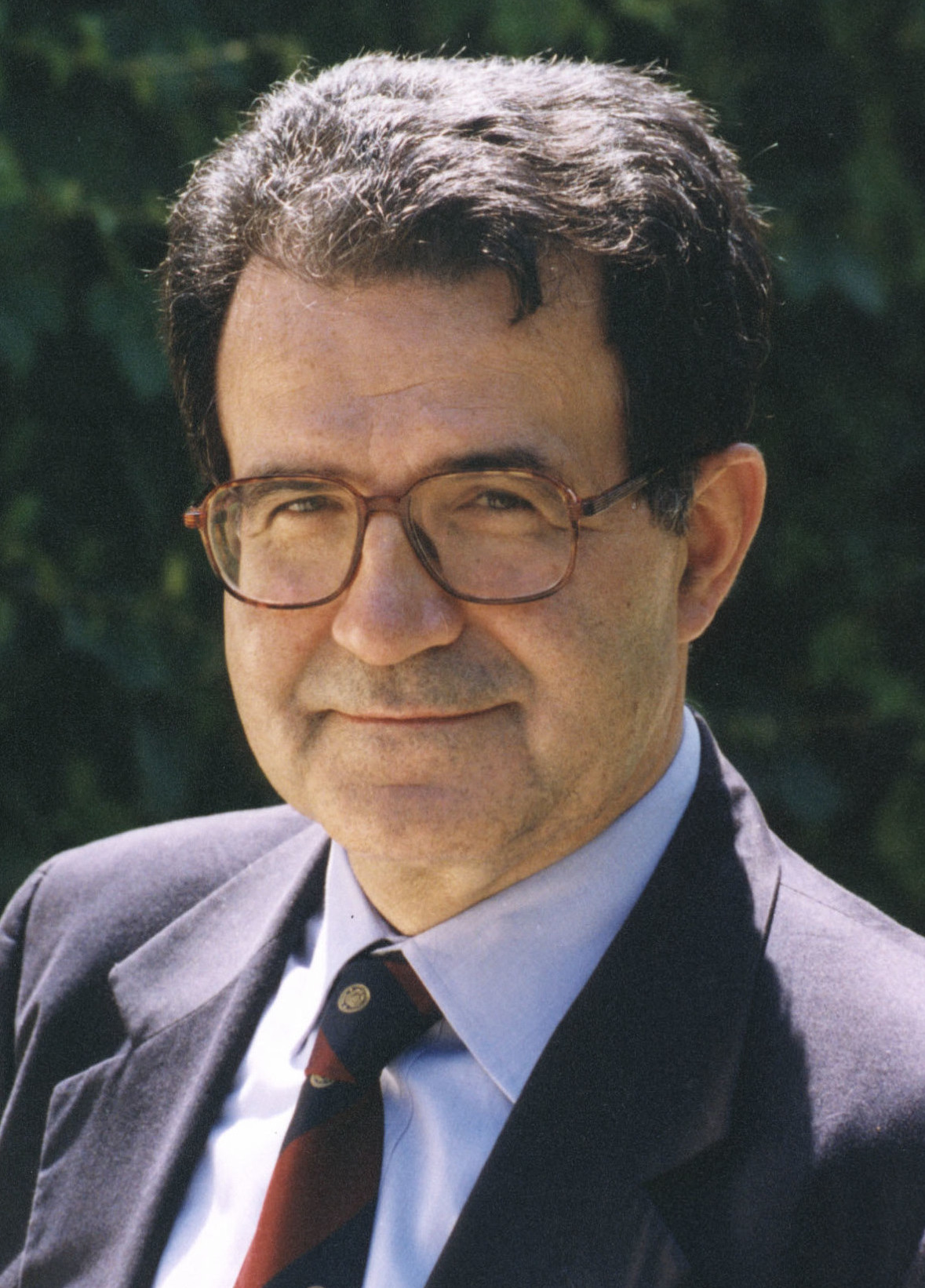
欧州連合 ロマーノ プローディ, 欧州委員会委員長

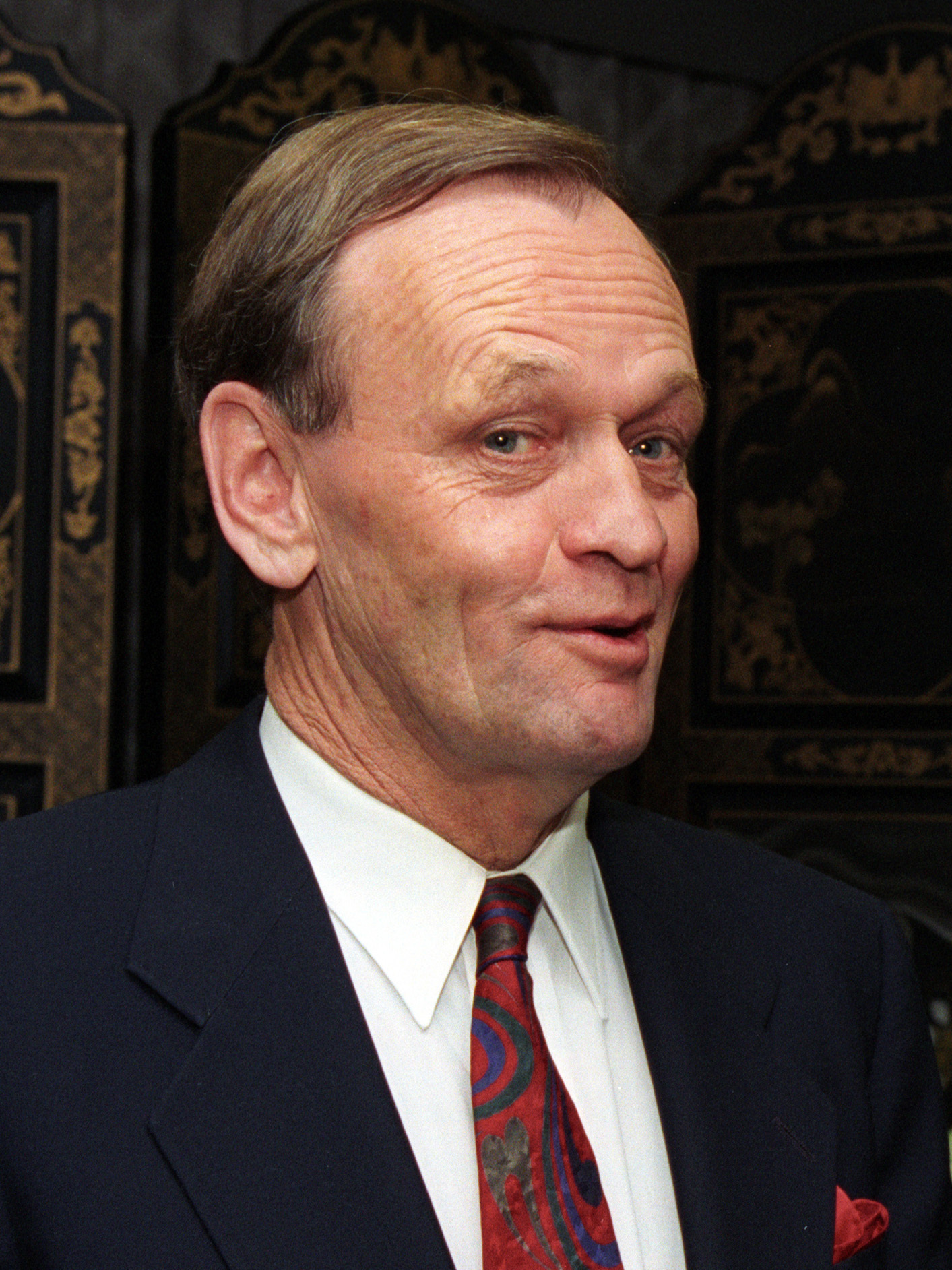
カナダ ジャン クレティエン, カナダ首相
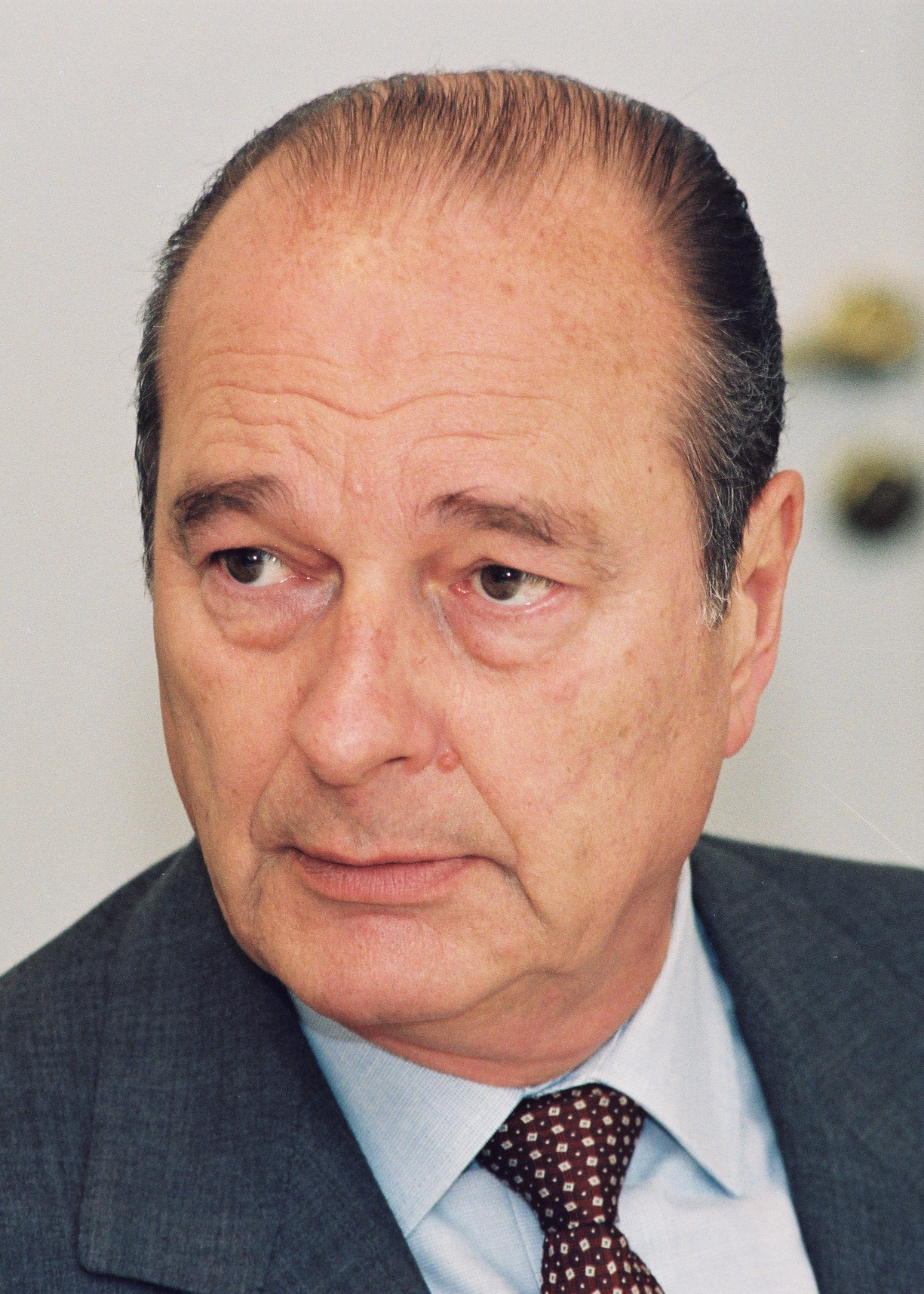
フランス ジャック シラク, フランス大統領
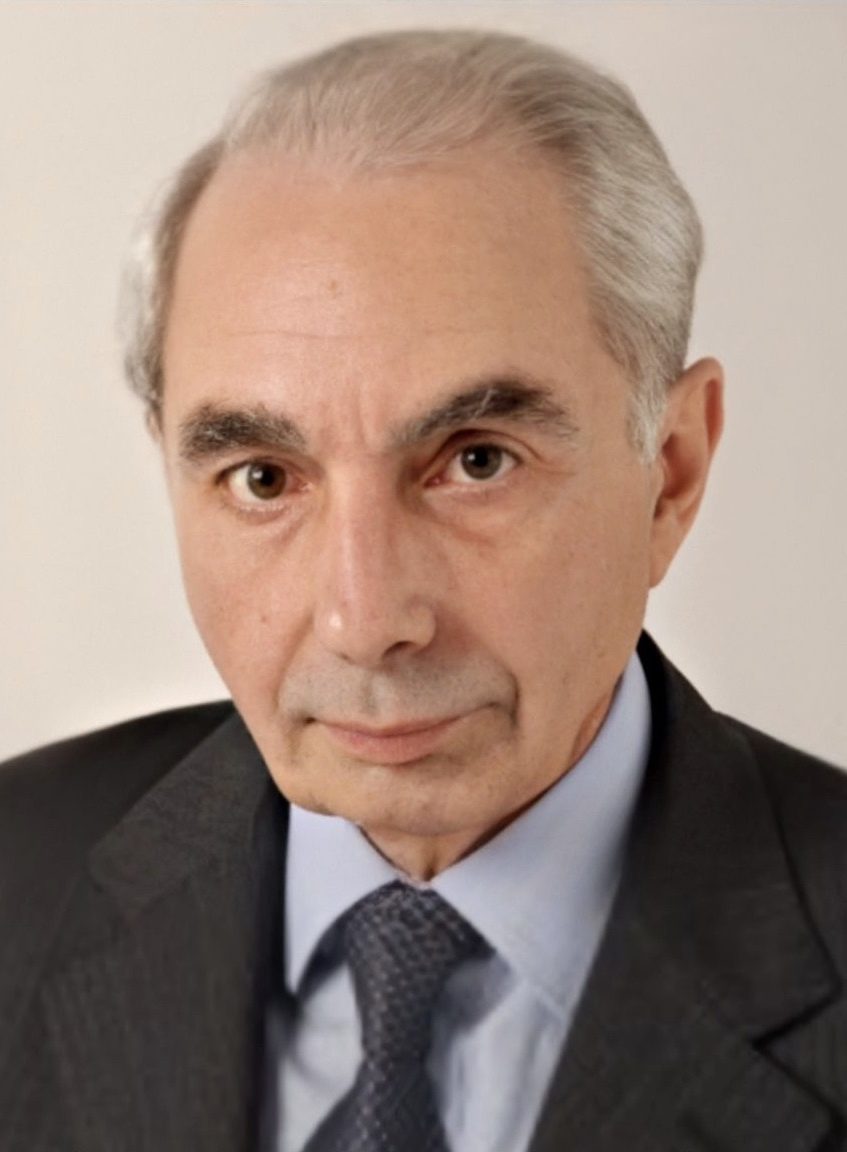
イタリア ジュリアーノ アマート, イタリア首相
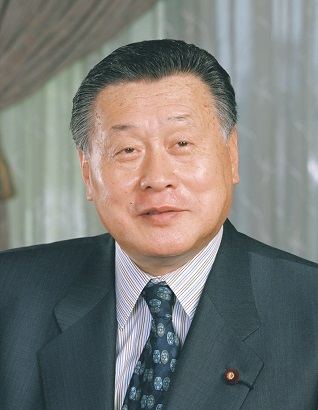
日本国 森 喜朗, 日本国内閣総理大臣 (ホスト)
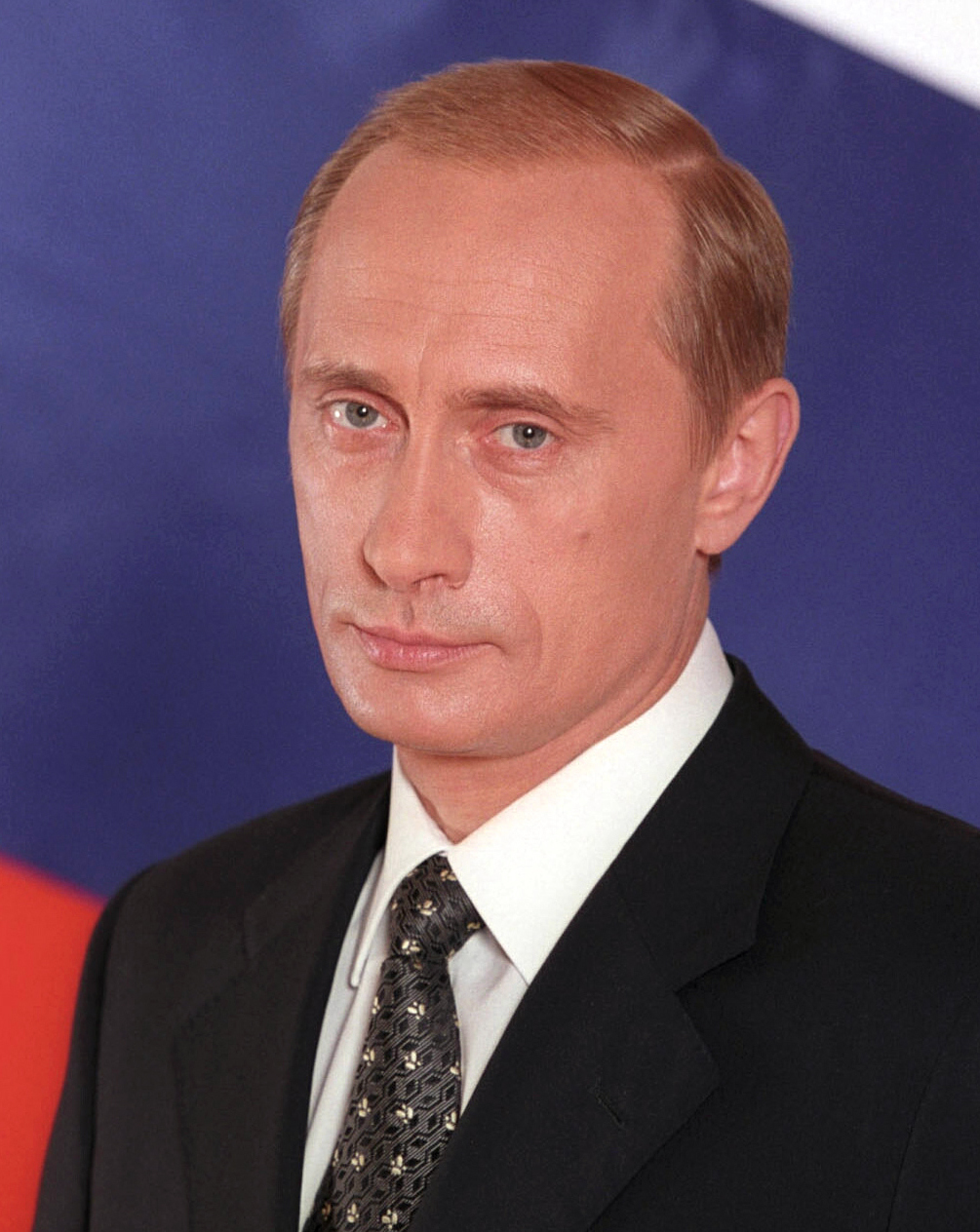
ロシア ウラジーミル プーチン, ロシア連邦大統領
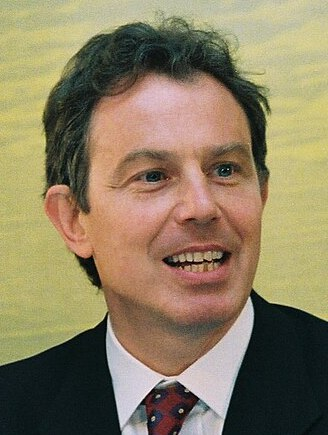
英国 トニー ブレア, 英国首相
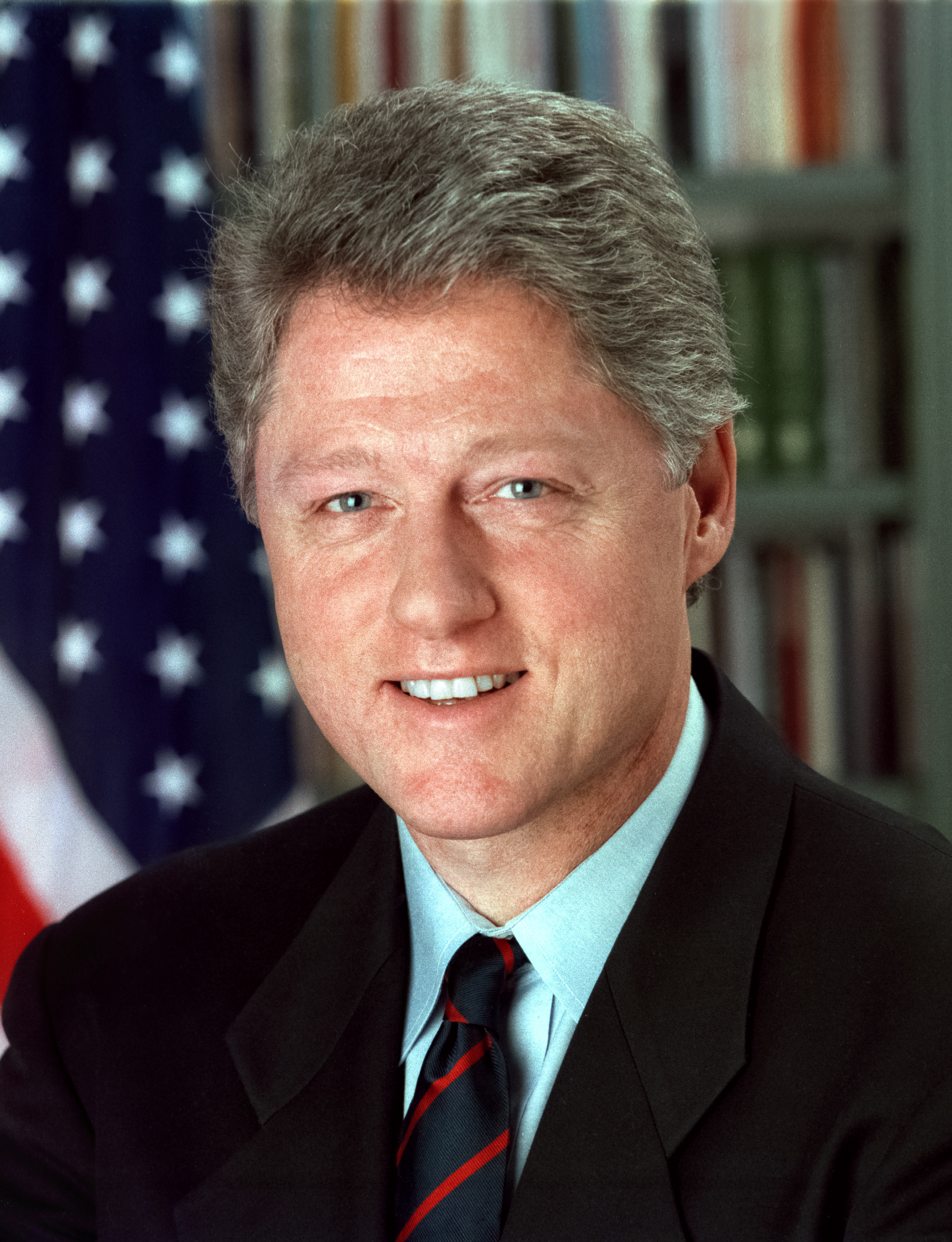
米国 ビル クリントン, 合衆国大統領

- 欧州連合
ロマーノ プローディ,
欧州委員会委員長